# Leirangers kommun
Leirangers kommun (norska: Leiranger kommune) var en kommun i Nordland fylke i norra Norge. Kommunen omfattade den sydvästra delen av nuvarande Steigens kommun. Byn Leines utgjorde kommunens centralort.

## Administrativ historik
Ledingens kommun upprättades den 1 september 1900 genom utbrytning ur Steigens kommun. Kommunen hade 1 117 invånare vid upprättandet.
1910 bytte kommunen namn från Ledingen till Leiranger.
Den 1 januari 1964 gick Leirangers kommun åter upp i Steigens kommun. Kommunens hade då 1 397 invånare.